# Torneo de Florencia 2022
El UniCredit Firenze Open 2022 fue un evento de tenis de la ATP Tour 250 serie. Se disputó en Florencia, Italia en el Palazzo Wanny desde el 10 hasta el 16 de octubre de 2022.

## Distribución de puntos
| Modalidad            | Campeón | Finalista | Semifinales | Cuartos de final | 2ª ronda | 1ª ronda | Clasificados | 2ª ronda de clasificación | 1ª ronda de clasificación |
| Individual masculino | 250     | 165       | 100         | 50               | 25       | 0        | 13           | 7                         | 0                         |
| Dobles masculino     | 250     | 150       | 90          | 45               | 20       | 0        | -            | -                         | -                         |

## Cabezas de serie

### Individuales masculino
| Tenista               | Ranking | Preclasificado |
| Félix Auger-Aliassime | 13      | 1              |
| Matteo Berrettini     | 16      | 2              |
| Lorenzo Musetti       | 27      | 3              |
| Maxime Cressy         | 32      | 4              |
| Aslán Karatsev        | 39      | 5              |
| Jenson Brooksby       | 42      | 6              |
| Aleksandr Búblik      | 43      | 7              |
| Brandon Nakashima     | 47      | 8              |

- Ranking del 3 de octubre de 2022.[2]

### Dobles masculino
| Tenistas                    | Ranking | Preclasificado |
| Wesley Koolhof Neal Skupski | 7       | 1              |
| Nikola Mektić Mate Pavić    | 19      | 2              |
| Ivan Dodig Austin Krajicek  | 49      | 3              |
| Matthew Ebden John Peers    | 50      | 4              |

## Campeones

### Individual masculino
Félix Auger-Aliassime venció a  Jeffrey John Wolf por 6-4, 6-4

### Dobles masculino
Nicolas Mahut /  Édouard Roger-Vasselin vencieron a  Ivan Dodig /  Austin Krajicek por 7-6(7-4), 6-3